# Voleibol de praia nos Jogos Mundiais de 1993
As competições de voleibol de praia nos Jogos Mundiais de 1993 ocorreram entre 22 de julho A 2 agosto de 1993, em Haia Dois eventos foram disputados,  em ambos os naipes.

## Calendário
| Julho-Agosto      | 22 | 23 | 24 | 25 | 26 | 27 | 28 | 29 | 30 | 31 | 1 | 2 | T |
| ----------------- | -- | -- | -- | -- | -- | -- | -- | -- | -- | -- | - | - | - |
| Voleibol de praia |    |    |    |    |    |    | 2  |    |    |    |   |   | 2 |

## Medalhistas
| Evento    | Ouro                                            | Prata                                            | Bronze                                     |
| Masculino | FrançaJean-Philippe Jodard · Christian Penigaud | AustráliaAndy Burdin · Julien Prosser            | BrasilEduardo Garrido · Roberto Moreira    |
| Feminino  | BrasilMônica Rodrigues · Adriana Samuel         | Países BaixosHeleen Crielaard · Lilian Crielaard | Reino UnidoAudrey Cooper · Claire Paterson |

## Quadro de medalhas
| Ordem | País          | Medalha de ouro | Medalha de prata | Medalha de bronze |   |
| ----- | ------------- | --------------- | ---------------- | ----------------- | - |
| 1     | Brasil        | 1               |                  | 1                 | 2 |
| 2     | França        | 1               |                  |                   | 1 |
| 3     | Austrália     |                 | 1                |                   | 1 |
| 3     | Países Baixos |                 | 1                |                   | 1 |
| 4     | Grã-Bretanha  |                 |                  | 1                 | 1 |
| TOTAL | TOTAL         | 2               | 2                | 2                 | 6 |